# فؤادين
الفؤادين (بالإنجليزية: Fouadin)‏ ويسمى أيضًا ستيبوفن (بالإنجليزية: Stibophen)‏ هو مركب كيميائي ابتكره أستاذ الطفيليات وطب المناطق الحارة المصري محمد خليل عبد الخالق (1895 ـ 1950). أنتجته شركة باير الألمانية تجاريًا سنة 1929 تحت اسم «الفؤادين» تكريمًا للملك فؤاد الأول ملك مصر آنذاك. واستخدم تاريخيًا لعلاج مرض البلهارسيا عن طريق الحقن العضلي.